# غازي حسين العلي
غازي حسين العلي (15 أغسطس 1958 - 23 مارس 2022) هو صحفي وروائي سوري.

## حياته ونشاته ومسيرته
من مواليد مدينة حلب. عمل في الصحافة اللبنانية في شبابه المبكر، ثم انتقل للعمل بدمشق في صحيفة «الثورة». أشرف على ملحقها الثقافي الاسبوعي لمدة ست سنوات من 2006 إلى نهاية 2012 نشر فيه طوال هذه المدة زاوية ثابتة تحت عنوان (فواصل). انتسب إلى اتحاد الكتاب العرب في سورية في عمر مبكر، ثم أصبح عضواً في مكتبه التنفيذي في العام 2010، إلى أن قدم استقالته من المكتب مع زميلين آخرين في الشهر السابع من عام 2012 احتجاجاً على الأحداث الدامية في سورية. وفي نهاية العام 2013 قدم استقالته من جريدة «الثورة» ليتفرغ كلياً للكتابة الإبداعية، حاز على جائزة كتارا للرواية العربية في دورتها السادسة عام 2020 عن روايته (مرسيدس سوداء لا تخطئها عين).

## مؤلفاته[11][12]
- دخلت الرصاصة من النافذة /مسرحية /دمشق دار الوثبة 1983
- أحداث ليلة / قصة طويلة / دمشق دار الجليل 1984
- حمود مستدير القامة / رواية / دمشق دار المجد 1985
- صخب الأرصفة / رواية / دمشق دار نينوى 2003
- حديقة الرمل / رواية / دمشق دار الطليعة 2005، ط2 دار نون4 حلب، ط3 سلسلة آفاق عربية /الهيئة المصرية العامة لقصورالثقافة.
- سموات الوحشة / رواية / بيروت دار رياض الريس 2009.[13]
- ليلة الإمبراطور / رواية / منشورات دار ضفاف للنشر (بيروت)، بالتعاون مع منشورات الاختلاف (الجزائر)، ودار الأمان (الرباط) 2014[14][15]
- 48 ساعة في دبي /قصة للفتيان/ دبي دار قنديل للنشر 2017
- مرسيدس سوداء لا تخطئها عين /رواية/ الدوحة دار كتارا للنشر (باللغتين العربية والإنكليزية) 2021[16]

## وفاته
توفي بصورة مفاجأة في 23 مارس 2022.